# آدم موكوكا
آدم موكوكا (بالفرنسية: Adam Mokoka) مواليد 18 يوليو 1998 في باريس، هو لاعب كرة سلة فرنسي. بدأ مسيرته الاحترافية في سنة 2013. يلعب مع بي سي إم جرافيلين في الدوري الفرنسي لكرة السلة الدرجة الأولى. يحمل الرقم 6.

## روابط خارجية
- آدم موكوكا على موقع الاتحاد الدولي لكرة السلة (الإنجليزية)
- آدم موكوكا على موقع إن بي أي (الإنجليزية)
- آدم موكوكا على موقع سبورتس رفرنس (الإنجليزية)
- آدم موكوكا على موقع كرة السلة الأوروبية.كوم (الإنجليزية)
- آدم موكوكا على موقع إي إس بي إن.كوم (الإنجليزية)
- آدم موكوكا على موقع ريلجم (الإنجليزية)
- آدم موكوكا على موقع بروبوليرز (الإنجليزية)
- آدم موكوكا على موقع سبورتس رفرنس (الإنجليزية)
- آدم موكوكا على موقع سبورتس رفرنس (الإنجليزية)